# Mimogrynex densepunctatus
Mimogrynex densepunctatus – gatunek chrząszcza z rodziny kózkowatych i podrodziny zgrzypikowych. Jedyny przedstawiciel rodzaju Mimogrynex.

## Zasięg występowania
Gatunek ten występuje w Indiach.